# هارتموت أوستروفسكي
هارتموت أوستروفسكي (بالألمانية: Hartmut Ostrowski)‏ هو اقتصادي ألماني، ولد في 25 فبراير 1958 في بيلفلد في ألمانيا.

## وصلات خارجية
- هارتموت أوستروفسكي على موقع مونزينجر (الألمانية)
- هارتموت أوستروفسكي على موقع إن إن دي بي (الإنجليزية)